# Ліпе (Томашовський повіт)
Ліпе (пол. Lipie) — село в Польщі, у гміні Черневиці Томашовського повіту Лодзинського воєводства.
Населення — 178 осіб (2011).
У 1975-1998 роках село належало до Пйотрковського воєводства.

## Демографія
Демографічна структура станом на 31 березня 2011 року:
|          | Загалом | Допрацездатний вік | Працездатний вік | Постпрацездатний вік |
| -------- | ------- | ------------------ | ---------------- | -------------------- |
| Чоловіки | 94      | 17                 | 70               | 7                    |
| Жінки    | 84      | 13                 | 47               | 24                   |
| Разом    | 178     | 30                 | 117              | 31                   |